# قحط شرق إفريقيا 2011
جفاف شرق أفريقيا 2011 أو مجاعه القرن الأفريقي تحدث لعده مناطق في منطقه القرن الأفريقي بسبب الجفاف الشديد الذي ضرب شرق أفريقيا بالكامل. هذا الجفاف يعتبر اشد جفاف يضرب المنطقة منذ أكثر من 60 عاما مسببا ازمه غذاء ضربت الصومال، إثيوبيا, وكينيا مهدده حياه أكثر من 12 مليون إنسان. كما ضربت هذه الازمه بعض الدول الأخرى من القرن الأفريقي مثل جيبوتي والسودان وجنوب السودان وبعض الاجزاء من أوغندا.
في يوم 20 من شهر يوليو عام 2011 اقرت الأمم المتحدة بشكل رسمي وجود مجاعة في منطقتين من جنوب الصومال، قضى نحو عشرات الالاف من الصوماليين نحبهم قبل الإعلان الرسمي للامم المتحدة بسبب المجاعة هناك. النقص الحاد للمساعدات الدولية بالإضافة إلى الازمه الأمنية التي تعاني منها الصومال اثرت وبشكل كبير على هذه الكارثة.

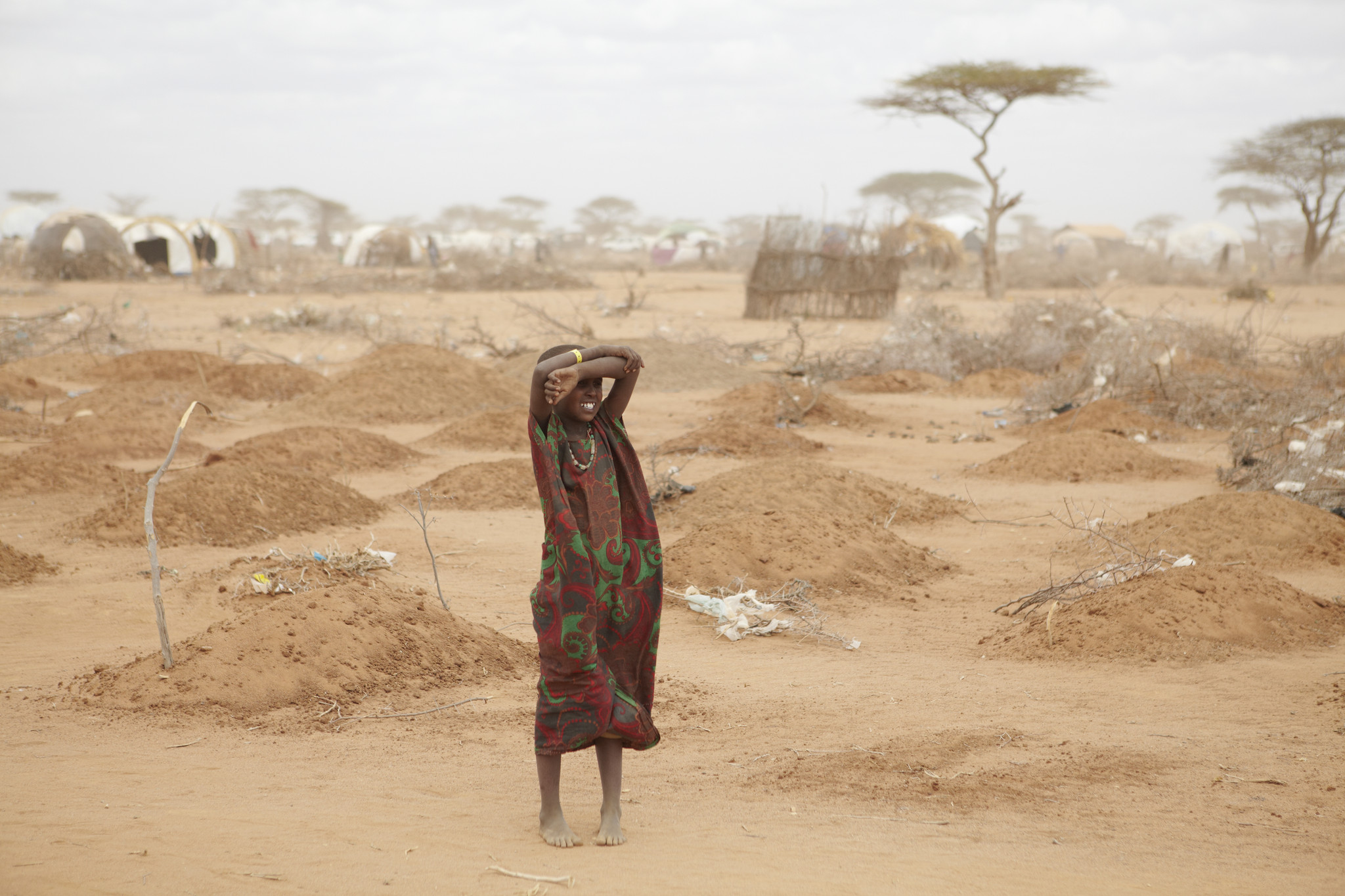
طفلة صومالية تقف على مقبرة جماعية لأطفال توفوا أثناء رحلة استمرت لأسابيع باتجاه مخيم داداب بكينيا

## مساعدات إنسانية
قرر الاتحاد القطري لكرة القدم أن تخصص إيرادات المباراة الدولية الودية بين المنتخبين المصري بطل أفريقيا والبرازيلي مستضيف مونديال 2014، لفائدة ضحايا المجاعة في الصومال.
أرتفعت قيمة المساعدات المجموعة من قبل رئاسة الشؤون الدينية والهلال الأحمر التركي إلى 263 مليون و225 الف ليرة تركية. وكان آخرها إرسال 8 سيارات اسعاف و6 مولدات للكهرباء وعدد كبير من الخيام إلى المنطقة إضافة إلى الاحتياجات الأساسية.
لصوماليون يتعلمون نظم الزراعة الحديثة من تركيا. ويقوم مهندسون وخبراء زراعيون من تركيا بالبحث في نوعيات التربة والكشف عن النباتات التي يمكن زراعتها في المنطقة وتحديد أنسب المنتجات التي يمكن للاراضي الصومالية إنتاجها.

## فضائح الصليب الأحمر

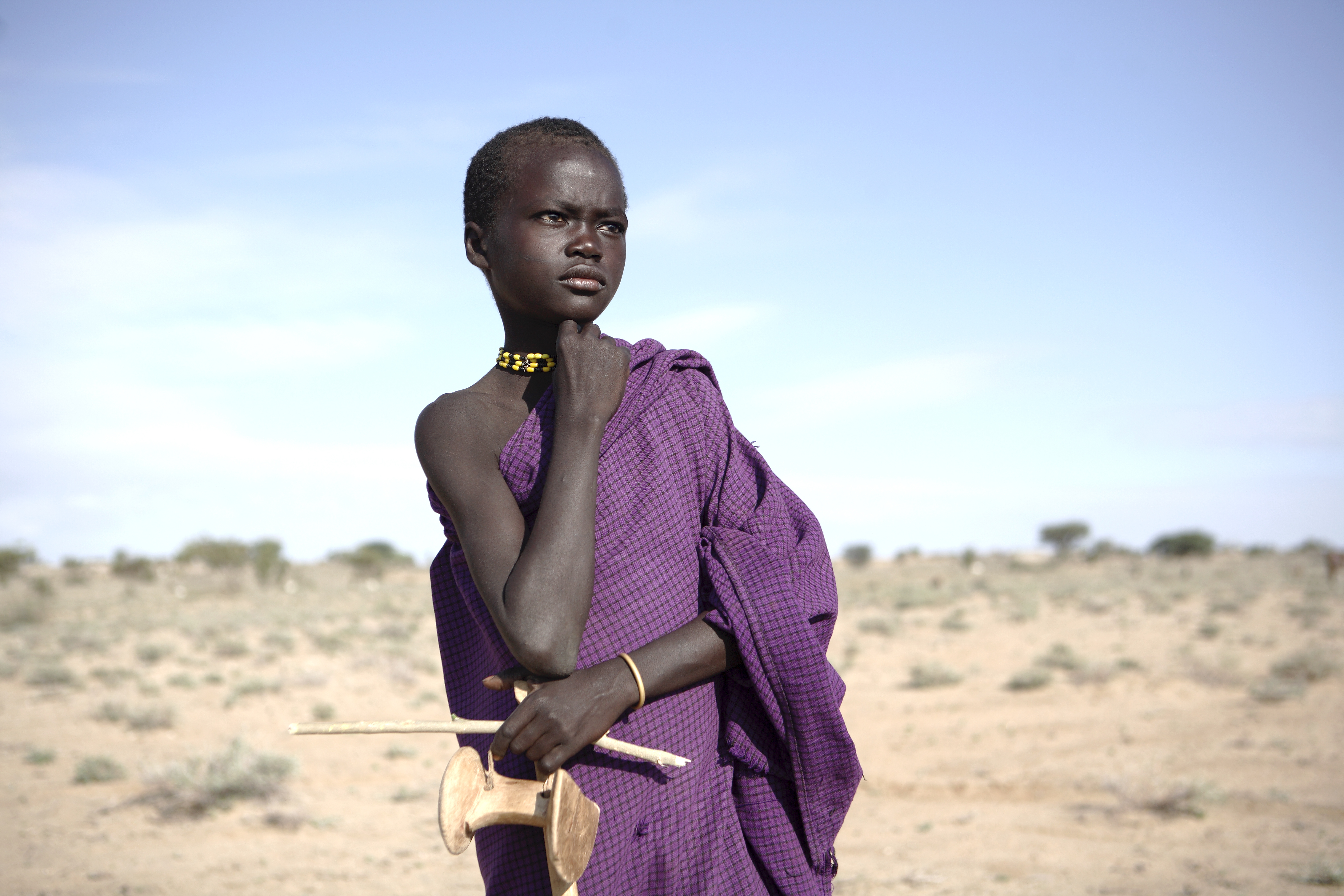
صورة لصبي من كينيا التي ضربها القحط والجفاف

اتهمت حركة الشباب المجاهدين الصومالية اللجنة الدولية للصليب الأحمر بتوزيع مواد غذائية فاسدة على النازحين الصوماليين، وهو اتهام اعترف به مسؤول محلي بالصليب الأحمر، وقدم اعتذارا للشعب الصومالي، جزء من مساعدات كان الصليب الأحمر ينوي توزيعها على 170 ألف أسرة.